# Massif du Changbai
Le massif du Changbai (Changbaishan, chinois simplifié : 长白山脉 ; chinois traditionnel : 長白山脈 ; pinyin : cháng bái shānmài), ou massif de Paektu (coréen : 장백산맥 ; hanja : 長白山脈 ; romanisation : Jangbaeksanmaek), est un ensemble montagneux situé entre la Chine et la Corée du Nord. Il culmine à 2 744 m d'altitude au mont Paektu.

## Toponymie
Changbaishan signifie littéralement « région de montagne perpétuellement blanche ».

## Géographie

### Situation, topographie
Le massif s'étend sur 80 km de long sur un axe nord-sud, depuis les districts d'Antu, Fusong et Changbai dans la province chinoise du Jilin jusque dans le Ryanggang en Corée du Nord. Ce terme est parfois aussi appliqué à l'ensemble des montagnes de la Mandchourie orientale. Son point culminant est un volcan, le mont Paektu (ou mont Changbai) qui culmine à 2 744 m d'altitude.
Le Songhua, le Tumen et le Yalou prennent leur source dans le massif.

### Climat
Le climat du massif est caractérisé par des hivers longs et froids mais avec peu de précipitations. Celles-ci se concentrent essentiellement en été et en automne. Elles s'élèvent en moyenne à 1 400 mm par an.

### Faune et flore
Les zones basses sont couvertes d'une forêt de feuillus (frêne de Mandchourie, phellodendron de l'Amour) qui, avec l'altitude, laisse de plus en plus la place aux conifères avec des pins de Corée et des mélèzes de Dahurie puis aux bouleaux d'Erman et aux bouleaux nains et finalement à la toundra avec de la myrtille des marais et du lycopode des Alpes.
Le massif abrite trois grandes espèces menacées d'extinction : le tigre de Sibérie, le léopard des neiges et l'ours noir d'Asie.

## Histoire
Selon la tradition, le massif est le lieu de naissance de Bukūri Yongšon, ancêtre de Nurhachi et de la famille impériale Aisin Gioro, fondateurs de la dynastie Qing d'origine mandchoue.

## Activités

### Protection environnementale

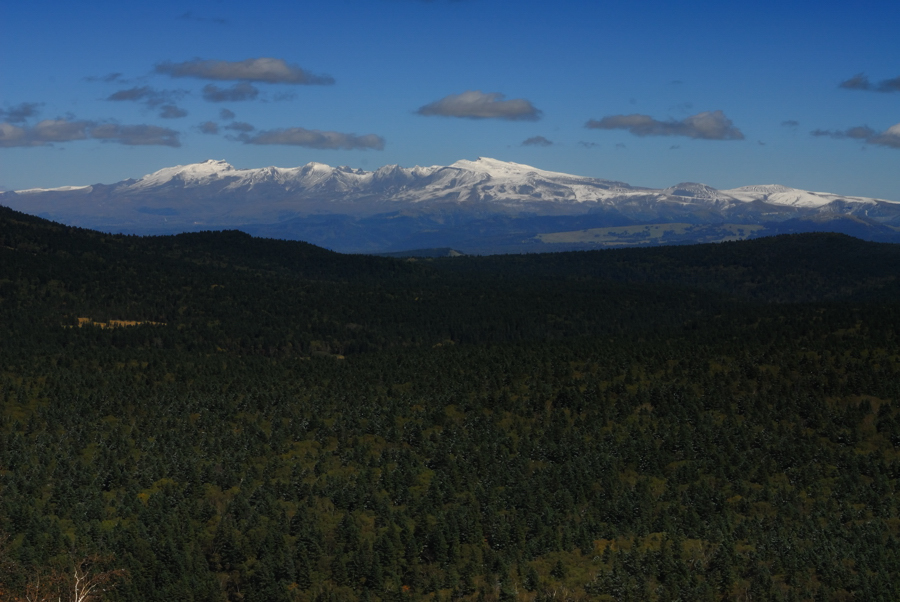
Vue du massif du Changbai depuis Wangtian'e.

La plus grande réserve naturelle de Chine se trouve dans le massif du Changbai. C'est aussi une zone pour la protection de la biosphère de l'UNESCO. Elle s'étend sur 1 965 km2 dont 1 397 pour son cœur à une altitude de 720 à 2 961 m. Elle ne compte que 2 000 habitants.

### Économie
Le massif est réputé pour une espèce de ginseng qui y pousse. Les revenus générés par l'exploitation forestière et le tourisme sont en constante hausse.